# Parc municipal Torre del Sol
El Parc municipal Torre del Sol és una obra del municipi de Sant Boi de Llobregat (Baix Llobregat) inclosa en l'Inventari del Patrimoni Arquitectònic de Catalunya.

## Descripció
Es tracta d'un parc treballat aprofitant el pendent natural del turonet, del tipus clàssic de jardí noucentista que acompanya altres propietats que es van construir per la mateixa època, és a dir, un híbrid entre el jardí de tipus "anglès" amb una curada aparença de naturalitat menada pels arbres grans i poc devastats i combinat amb algunes terrasses amb glacis de flors tipus "jardí francès". Aquestes terrasses s'han vist complimentades amb zones de joc per a infants i, a la part més alta del parc, una pista de bàsquet.
La vegetació és abundant i els camins treballats en forma d'escala. Les varietats d'arbres són les habituals en aquesta mena de parcs, amb predomini de la morera, la magnòlia, la palmera, les acàcies i algun xiprer.

## Història
Quan el 1864 es va iniciar el gran Eixample del segle xix, que culminaria amb l'obertura de la Rambla de Rafael de Casanova, es van concedir moltes llicències de construcció i de reforma a carrers de l'Arlovina (Rutlla, Palla, Major, Bardina i Lluís Castells), amb el resultat de la construcció de tot un seguit de torres amb jardí, entre les quals la Torre del Sol, amb el seu parc, és un dels exemples més espectaculars. Posteriorment fou propietat municipal.